# 662 (szám)
A 662 (római számmal: DCLXII) egy természetes szám, félprím, a 2 és a 331 szorzata.

## A szám a matematikában
A tízes számrendszerbeli 662-es a kettes számrendszerben 1010010110, a nyolcas számrendszerben 1226, a tizenhatos számrendszerben 296 alakban írható fel.
A 662 páros szám, összetett szám, azon belül félprím, kanonikus alakban a 21 · 3311 szorzattal, normálalakban a 6,62 · 102 szorzattal írható fel. Négy osztója van a természetes számok halmazán, ezek növekvő sorrendben: 1, 2, 331 és 662.
A 662 négyzete 438 244, köbe 290 117 528, négyzetgyöke 25,72936, köbgyöke 8,71537, reciproka 0,0015106. A 662 egység sugarú kör kerülete 4159,46867 egység, területe 1 376 784,131 területegység; a 662 egység sugarú gömb térfogata 1 215 241 459,5 térfogategység.